# Урбан, Чарльз
Ча́рльз Урбан (англ. Charles Urban; 14 апреля 1867 — 29 августа 1942) — англо-американский киноактёр, сценарист, и режиссёр. Одна из ключевых фигур в нескольких направлениях британского кинематографа. Пионер документального, образовательного, пропагандистского кино.

## Биография

### Ранние годы
Карл Урбан был вторым ребёнком из десяти у Джозефа Урбана, эмигрировавшего из Ронсберга, Австро-Венгрия, и Анны Софи (урождённой Глац) из Кенигсберга, Восточная Пруссия.
В 12 лет в результате несчастного случая на бейсболе потерял зрение на левый глаз.
После окончания школы в 1882 году сменил имя на Чарльз. Работал книжным агентом в Огайо. В дальнейшем управлял магазином канцелярских товаров в Детройте, Мичиган.

### Карьера в кинематографе
В 1895 году участвовал в показе первых фильмов на Кинетоскопе в Детройте.
Переехал в Великобританию в августе 1897 и стал исполнительным директором Уорикской Торговой компании, где он специализировался на документальных съёмках, освещая события англо-бурской войны.
В июле 1903 создал свою собственную компанию, Торговую компанию Чарльза Урбана, переехав на Уордор Стрит Лондона в 1908. Здание на 89-91 Уордор-Стрит до сих пор носит имя Дом Urbanora.
В августе 1903 года начался показ шоу 'Невидимый мир' в лондонском театре Альгамбра. Показ состоял из нескольких фильмов, снятых натуралистом Фраклином Мартином Дунканом с увеличением от сильной лупы до микроскопа. К этому времени фильмы научного содержания ещё ни разу не были представлены для развлечения публики и не использовались в театральных показах. Однако показ имел успех, особенно — 2.5-минутный фильм Сырные клещи, в котором сырные клещи ползают вокруг кусочка сыра Стилтон. 'Невидимый мир' шёл в Альгамбре без перерыва около 9 месяцев и подтвердил идеи Урбана о развлекательной ценности научных и образовательных фильмов.
В дальнейшем Чарльз Урбан сделал много неигровых фильмов: фильмы-путешествия, военные репортажи, фильмы исследования, спортивные, рекламные, естественнонаучные.
Среди людей, которые работали на него, упоминаются Джек Эйвери, Джозеф Розенталь, Чарльз Ридер Нобл, Гарольд Мис Ломас, альпинист Франк Ормистон-Смит, Джордж Роджерс, Дж. Грегори Мантл. Натуралист Франк Перси Смит снял один из самых успешных фильмов Урбана, Балансирующая Навозная муха (1908), который показал муху, двигающую ногами такие объекты, как винная пробка.
В 1906 году был снят 1,275 футовый документальный фильм, названный Улицы Лондона. Он показывает жителей Лондона за их обычными занятиями.
Снимал и игровые, а также фантастические фильмы, из которых самыми известными примерами являются фильмы Уолтера Буфа: Разрушитель Дирижабля (1909) и Воздушная Подводная лодка (1910).
Чарльзом Урбаном в 1906 году была основана французская производственная компания в Париже под названием Éclipse, главным образом для постановки художественных фильмов. Его связь с той компанией длилась до 1909.
В 1907 году основал Kineto Limited для производства научных и неигровых фильмов.

### Kinemacolor
В 1906 году, вместе с Джорджем Альбертом Смитом разработал и в 1908 году запустил в производство систему цветной киносъёмки, с 1909 года носившую название Кинемаколор. До 1914 года технология получила заметное распространение, некоторое время конкуренция между несколькими сходными технологиями нарастала.
В 1914 Уильям Фриз-Грин, производитель конкурирующей цветовой системы, Биоколор, оспорил патент на Кинемаколор. Хотя Урбан выиграл предварительное слушание, вердикт был отменён на апелляции. Лорд-судья Бакли написал:
Патент недействителен потому, что он не достигает результата, который объявляет патентовладелец. Патентовладелец утверждает, что его процесс воспроизводит естественные цвета, пусть и приблизительно. Синий - цвет. Он говорит: Пропустите синий в трёх цветах; не используйте синий конец спектра - синий, или приблизительно синий будет всё ещё воспроизведен. Это не будет. Патент, следовательно, недействителен.
В конце концов, по мере развития субтрактивных методов получения цветного изображения, органически присущие подобным аддитивным системам с попеременным показом цветоделённых изображений недостатки (цветные ореолы и мелькание, относительная сложность аппаратуры) привели к их окончательному уходу в прошлое.
Сам Чарльз Урбан снял последний фильм по этой технологии в 1915 году, а позднее, в 1917 году в Японии был снят фильм "Saiyûki zokuhen".

### Первая Мировая война
Во время Первой Мировой войны Чарльз Урбан работал на Британское Бюро военной пропаганды. В рамках британской пропаганды им был снят немой чёрно-белый документальный фильм Britain Prepared, с цветными (по системе Кинемаколор) эпизодами манёвров британского флота в Скапа-Флоу. Чарльз Урбан продвигал этот фильм (переименованный в "How Britain Prepared") и другую британскую пропагандистскую кинопродукцию в Америке, но столкнулся со значительным сопротивлением от американских прокатчиков, оказавшихся довольно стойкими к любой форме агитпропа. Сотрудничал с Patriotic Film Corporation. Потерпел неудачу при попытках привлечь на свою сторону Уильяма Херста и его International News Service, в результате чего британцы рассматривали Херста как про-германца и анти-британца.
Другая его компания, Official Government Pictures, достигла лучших результатов с помощью более сенсационой подачи рекламы. И со вступлением США в войну в апреле 1917 года задачи Урбана упростились. Он перемонтировал классический документальный фильм 1916 года Битва на Сомме, приняв важнейшее решение пустить в прокат его в полнометражной форме, а не как ряд коротких выпусков. Урбан продолжал монтировать и продвигать британские документальные фильмы в Америке до конца войны, редактируя правительственные новостные ролики Official War Review. В 1917 году он основал новую компанию Kineto Company of America.

### Последующие годы жизни
После войны Урбан остался в США, возвратившись к образовательным фильмам, создаваемым в объединённой компании Urban Motion Picture Industries Inc. В 1919 начал выпускать киножурнал Беседы о кино Чарльза Урбана и в 1921 - Kineto Review. Снял документальные ленты Четыре времени года (1921) и Эволюция (1923).
Построил большую студию в Эрвингтоне, где он планировал развивать новую систему цветной плёнки под названием Kinekrom, на основе Kinemacolor и задумал использовать спирограф в фильмах. Однако к 1924 году его бизнес прекратил существование, и к концу 1920-х Чарльз Урбан вернулся в Британию.
Умер в Брайтоне в 1942 году, в относительной безвестности.

## Фильмография

### Продюсер
- 1902 — Экспериментальный цветной фильм Тёрнера / N/A(Experimental)(circa 1902) (короткометражный, цветной)
- 1905 — Буря / The Tempest (короткометражный)
- 1909 — The Airship Destroyer (короткометражный)
- 1909 — The Electric Servant (короткометражный)
- 1910 — The Aerial Submarine (короткометражный)
- 1911 — Aerial Anarchists (короткометражный)
- 1912 — A Country Holiday (короткометражный)
- 1912 — With Our King and Queen Through India
- 1915 — Britain Prepared
- 1915 — Fight for the Dardanelles
- 1923 — Пираты воздуха / Pirates of the Air (короткометражный)

### Режиссёр
- 1902 — Коронация Эдуарда VII / The Coronation of Edward VII (короткометражный)
- 1903 — Deer Hunt in the South of France (короткометражный)
- 1905 — Буря / The Tempest (короткометражный)
- 1905 — Tunny Fishing in Tunisia (короткометражный)
- 1906 — Puck’s Pranks on a Suburbanite (короткометражный)
- 1909 — Marie Lloyd’s Little Joke (короткометражный)
- 1915 — Britain Prepared
- 1916 — The Naughty Otter (короткометражный)

### Монтажёр
- 1905 — Буря / The Tempest (короткометражный)
- 1916 — Битва на Сомме[англ.] / The Battle of the Somme

### Оператор
- 1907 — The Atlantic Voyage (короткометражный)